# 勝見拓矢
勝見 拓矢（かつみ たくや）は、日本の映像作家、ミュージック・ビデオ監督、グラフィックデザイナー。

## 主な監督・参加作品

### ミュージックビデオ
| アーティスト名        | 曲名                                                           |
| --------------------- | -------------------------------------------------------------- |
| あっこゴリラ          | 『GREEN QUEEN × PARKGOLF』                                     |
| カルナロッタ          | 『秋空』                                                       |
| クアイフ              | 『Wonderful Life』『snow traveler』                            |
| サイダーガール        | 『メランコリー』『NO.2』                                       |
| 寺嶋由芙              | 『#ゆーふらいと』                                              |
| ふぇのたす            | 『すしですし』『スピーカーボーイ』                             |
| ヨルシカ              | 『春ひさぎ』                                                   |
| わたしのねがいごと。  | 『あめつぶ』『夜の月』『眠れないなら一緒に歌おう』             |
| Chara                 | 『愛のヘブン』『SweetNight Fever』                             |
| Chara × 荒田洸        | 『愛する時』                                                   |
| FRONTIER BACKYARD     | 『Fun summer ends』『sauté』                                   |
| GOOD BYE APRIL        | 『パレードが呼んでる』                                         |
| GOODWARP              | 『My Girl』『僕とどうぞ』                                      |
| Healthy Dynamite Club | 『ヘルシーズのテーマ』                                         |
| KEYTALK               | 『S.H.S.S.』『太陽系リフレイン』『アオイウタ』『暁のザナドゥ』 |
| MINT mate box         | 『メイクキュート』                                             |
| Mrs. GREEN APPLE      | 『ナニヲナニヲ』                                               |
| ONIGAWARA             | 『欲望』『エビバディOK?』『チョコレイトをちょうだい』          |
| Plot Scraps           | 『Cover Story』                                                |
| Rhythmic Toy World    | 『さなぎ(想像力の最前線Ver.)』                                 |
| SANABAGUN.            | 『人間』                                                       |
| Sawagi                | 『fuss uppers』                                                |
| Shiggy Jr.            | 『LISTEN TO THE MUSIC』                                        |
| sooogood!             | 『マハ×ラジャ feat. アリスムカイデ』                           |
| sumika                | 『ソーダ』                                                     |
| sympathy              | 『さよなら王子様』                                             |
| THE ORAL CIGARETTES   | 『Mr.ファントム』                                              |
| TWEEDEES              | 『KLING! KLANG!! (album mix)』                                 |
| undersign             | 『回想』『sunday』                                             |
| Vaundy                | 『僕は今日も』                                                 |

### その他
- KEYTALK LINEスタンプ「KEYTALK MONSTER」
- FRONTIER BACKYARDFIFTH trailer（2013年）
- FRONTIER BACKYARD"Backyard Sessions #002" Trailer（2015年）
- 岩永亞美「今しかない～now or never～／いつまでも」 ティザー映像（2016年）
- nicoten「テレパシー」ジャケットアートディレクション（2016年）[8]
- サイダーガール"NO.2" Teaser Trailer（2016年）
- サイダーガール『サイダーの街まで』CM（2016年）
- TGMX"音楽関係 2" TRAILER（2016年）
- MINT mate box「present」ジャケットアートワーク（2017年）[9]
- FRONTIER BACKYARD「gladness」 trailer（2017年）
- サイダーガール『SODA POP FANCLUB 1』ティザー（2017年）
- サイダーガール『SODA POP FANCLUB 2』ティザー（2018年）
- ONIGAWARA「ナンバーワンちゃん」ジャケットデザイン（2018年）[10]
- サイダーガール『SODA POP FANCLUB 3』ティザー（2020年）